# The Daily Life of a Middle-Aged Online Shopper in Another World
Життя майже сорокалітнього чоловіка в іншому світі (яп. アラフォー男の異世界通販生活, Arafō Otoko no Isekai Tsūhan Seikatsu, The Daily Life of a Middle-Aged Online Shopper in Another World) — серія ранобе, написана Хіфумі Асакурою та ілюстрована Ямакавою. Спочатку серія публікувалася на сайті Shōsetsuka ni Narō, де глави завантажувалися з вересня 2017 до червня 2021 року. Згодом її придбали SB Creative та Tugikuru Corporation, які почали випускати її під імпринтом Tugikuru Books у травні 2018 року.
Адаптація у форматі манґи, ілюстрована Уміхару, виходила в журналі Monthly GFantasy від Square Enix з квітня 2019 до травня 2024 року. Манґа ліцензована англійською компанією Comikey і також публікується на глобальній платформі Manga Up! від Square Enix. Аніме-адаптація, створена студією East Fish Studio, виходила з січні по березень 2025 року.

## Сюжет
Кен'іті Хамада, 38-річний фріланс-художник манґи, який працює в Токіо, починає відчувати все більшу незадоволеність своїм життям. Переїхавши назад до рідного сільського будинку, він лише починає звикати до нового способу життя, коли раптово опиняється в іншому світі. Там він відкриває, що все ще може підключатися до інтернету Землі й отримувати доступ до свого улюбленого сайту для онлайн-покупок. Використовуючи цю «читерську» здатність, він купує та продає необхідні речі, накопичуючи капітал для забезпечення свого життя в новому світі. Однак згодом до нього доходять чутки, що він може бути не єдиною людиною із Землі, яка потрапила сюди.

## Персонажі

### Головні герої
Кен'ічі Хамада (яп. ハマダ ケンイチ, Hamada Ken'ichi)
Сейю: Дзюнічі Сувабе
38-річний самотній художник манґи, який виріс у сільському містечку. Незадоволений життям у місті, він повертається додому, знайшовши спосіб добиратися на роботу. Опинившись раптово в іншому світі, він відкриває що може користуватися інтернет-магазинами Землі. Продаючи предмети, знайдені в іншому світі, та купуючи сучасні високоякісні товари для перепродажу він заробляє кошти, щоб облаштувати спокійне життя в сільській місцевості.
Прімура (яп. プリムラ, Purimura)
Сейю: Каеде Хондо
Дочка Маллоу, заможного торговця з міста Далія. Після того як її служниця купує прищіпки та прикраси на ятці Кен'ічі, Прімура зацікавлюється і запрошує його до свого дому, щоб запропонувати ексклюзивно продавати ці товари компанії її батька. Кен'ічі погоджується. Згодом вона поступово захоплюється його добротою та екзотичними товарами. Коли її викрадають бандити Шаги, Кен'ітч вирушає її рятувати.
Анемона (яп. アネモネ)
Сейю: Місакі Куно
Дванадцятирічна сирота, яку її збіднілі батьки продали в рабство. Потім її захопила банда Шаги. Після того як Кен'ічі перемагає банду, вона прив'язується до нього та вирішує залишитися з ним. Пізніше з'ясовується, що в неї є природний талант до магії.
Мярей (яп. ミャレー, Myarē)
Сейю: Мію Томіта
Хлопчачкувата кішко-жінка з чорним хутром і ледь помітними смугами, майстерна лучниця. Вперше вона зустрічає Кен'ічі, коли той починає продавати товари в Далії і зацікавлюється японськими спеціями. Коли Кен'ічі переїжджає з Далії, щоб уникнути небажаної уваги місцевої знаті, Мярей слідує за ним до нового будинку.
Нямена (яп. ニャメナ)
Сейю: Ю Кобаяші
Кішко-жінка з тигровим хутром.
Белл (яп. ベル, Beru)
Кішка з лісу, яку звіролюди-кішки шанують як божественну. Після того як Кен'ічі знаходить її та лікує отриману травму, вона дуже прив’язується до нього.

### Територія Далії
Азалея (яп. アザレア, Azaera)
Сейю: Юрка Кубо
18-річна працівниця заїзду в Далії, перша подруга Кен'ічі в новому світі. В обмін на навчання читання, письма місцевою мовою та основ економіки, Кен'ічі дарує їй солодощі з Землі. Її захоплення його освіченістю та добротою призводить до того, що саме з нею він втрачає невинність.
Амана (яп. アマナ)
Сейю: Хіроко Кісо
Жінка середнього віку, торговка з Далії, яка має невелику ятку поруч із Кен'ічі, коли той вперше починає торгувати в місті. Коли Кен'ічі вирушає проти банди Шаги, Амана приєднується до його загону добровольців як кухарка. Втративши дітей через чуму, вона пропонує взяти Анемону до себе, але дівчинка відмовляється.
Някеро (яп. ニャケロ) , Нярумело (яп. ニャルメロ) і Нянджі (яп. ニャンジー)
Сейю: Юдзі Мурай (Някеро), Такахіро Сумі (Нярумело) і Тошінарі Фукамачі (Нянджі)
Троє кото-чоловіків і супутники Мярей. Їх вражає кулінарія Кен'ічі, і вони приєднуються до нього в його поході проти банди Шаги.
Маллоу (яп. マロウ, Marou)
Сейю: Хіроко Кісо
Впливовий торговець із Далії, батько Прімури.
Норт Пол (яп. ノースポール, Nōsepōru)
Сейю: Фукуяма Дзюн
Лицар із Далії. Спочатку він стає клієнтом Кен'ічі, купуючи у нього якісні ножі та сталь, а згодом приєднується до експедиції проти банди Шаги.
Шага (яп. シャガ)
Лідер небезпечної банди розбійників, що тероризує околиці Далії. За наказом одного з аристократів, його банда викрадає Прімуру. Кен'ічі збирає загін добровольців, щоб урятувати її, а Шагу вбиває Мярей після того як Кен'ічі осліплює його лазерним прицілом.

## Медіа

### Ранобе
Написане Хіфумі Асакурою, ранобе спочатку публікувався на Shōsetsuka ni Narō з 13 вересня 2017 року до 24 червня 2021 року. Згодом роман був придбаний компаніями SB Creative та Tugikuru Corporation, які почали публікувати його під імпринтом ранобе Tugikuru Books з ілюстраціями Ямакави 10 травня 2018 року. Станом на 10 квітня 2019 року було випущено три томи.
| № | Дата виходу        | ISBN                   |
| - | ------------------ | ---------------------- |
| 1 | 10 травня, 2018    | ISBN 978-4-7973-9648-5 |
| 2 | 10 листопада, 2018 | ISBN 978-4-7973-9955-4 |
| 3 | 10 квітня, 2019    | ISBN 978-4-8156-0230-7 |

### Манґа
Адаптація у форматі манґи, ілюстрована Уміхару, виходила в журналі Monthly GFantasy від Square Enix з 18 квітня 2019 року до 17 травня 2024 року. Станом на лютий 2024 року його розділи зібрано в сім томів танкобонів 

Манґа ліцензована англійською компанією Comikey і також публікується на платформі Manga Up! від Square Enix.
| № | Дата виходу        | ISBN                   |
| - | ------------------ | ---------------------- |
| 1 | 26 жовтня, 2019    | ISBN 978-4-7575-6364-3 |
| 2 | 27 квітня, 2020    | ISBN 978-4-7575-6631-6 |
| 3 | 27 листопада, 2020 | ISBN 978-4-7575-6966-9 |
| 4 | 27 липня, 2021     | ISBN 978-4-7575-7390-1 |
| 5 | 26 серпня, 2022    | ISBN 978-4-7575-8098-5 |
| 6 | 27 квітня, 2023    | ISBN 978-4-7575-8540-9 |
| 7 | 27 лютого, 2024    | ISBN 978-4-7575-9067-0 |
| 8 | 27 грудня, 2024    | ISBN 978-4-7575-9590-3 |

### Аніме
Аніме-адаптацію було анонсовано 17 серпня 2024 року. Серіал створений студією East Fish Studio і режисером Йосіхіде Юдзумі, зі сценаріями під наглядом Масанао Акахоші, дизайном персонажів від Хіроюкі Моріґучі та музикою композитора Кудзіри Юмемі. Прем'єра відбулася 9 січня 2025 року на AT-X та інших мережах. Початкова пісня «Give&Take» виконується Асакою, а завершальна «Aikurafuto» (яп. あいくらふと), виконує Кіміноне. Crunchyroll транслюватиме серію.

#### Список серій
| № серії | Назва серії | Режисер(и)                 | Сценарист(и)    | Режисер(и)                    | Оригінальна дата показу |
| ------- | --- | -------------------------- | --------------- | ----------------------------- | ----------------------- |
| 1       | «Незнайомий ліс» Транслітерація: «Mishira nu Shinrin» (яп. 見知らぬ森林)                                                                                 | Кейей Юдзумі, Місато Аояма | Масанао Акахоші | Йошіхіде Юдзумі               | 9 січня 2025            |
| 2       | «Каррі - це справедливість!» Транслітерація: «Karē wa Seigi!» (яп. カレーは正義！)                                                                       | Шігекі Аваї                | Масанао Акахоші | Кейдзі Накамура, Кейей Юдзумі | 16 січня 2025           |
| 3       | «Маленький будинок у великому лісі» Транслітерація: «Dai-shinrin no Chīsana Ie» (яп. 大森林の小さな家)                                                   | Unknown                    | Масанао Акахоші | Кейдзі Накамура, Кейей Юдзумі | 23 січня 2025           |
| 4       | «Шукачі пригод (Кен'ічі та його вісім союзників)» Транслітерація: «Bōkensha-tachi - Ken'ichi to 8-nin no Nakama -» (яп. 冒険者たち-ケンイチと8人の仲間-) | Тайкі Нішімура             | Масанао Акахоші | Кейдзі Накамура, Кейей Юдзумі | 30 січня 2025           |
| 5       | «Місяць над старим замком» Транслітерація: «Kojō no tsuki» (яп. 古城の月)                                                                                | Йоко Оно                   | Масанао Акахоші | Кейсуке Варіта                | 6 лютого 2025           |
| 6       | «Книголюбство...» Транслітерація: «Hon Zuki no...» (яп. 本好きの…)                                                                                       | Масанао Акахоші            | Шігекі Аваї     | Кейдзі Накамура, Кейей Юдзумі | 13 лютого 2025          |
| 7       | «Вперед!» Транслітерація: «Hai Yore!» (яп. 這いよれ！)                                                                                                   | Тайкі Нішімура             | Масанао Акахоші | Масакі Озора                  | 20 лютого 2025          |
| 8       | «Боязкий маг» Транслітерація: «Ozu-ozu to Shita Mahō-tsukai» (яп. オズオズとした魔法使い)                                                                | Шігекі Аваї                | Масанао Акахоші | Хіроші Хара                   | 27 лютого 2025          |
| 9       | «Ну, павук, ну і що?» Транслітерація: «Kumo desu ga...?» (яп. クモですが…?)                                                                              | Шігекі Аваї                | Масанао Акахоші | Масакі Озора                  | 6 березня 2025          |
| 10      | «Історія каналів» Транслітерація: «Hori-wari Monogatari» (яп. 掘割物語)                                                                                  | Даікі Маезава              | Масанао Акахоші | Кейдзі Накамура, Кейей Юдзумі | 13 березня 2025         |
| 11      | «Шок!» Транслітерація: «Shokku!» (яп. ショック！) | Буде визначено             | Буде визначено  | Буде оголошено                | 20 березня 2025         |